# SOKO Leipzig/Staffel 14
Die vierzehnte Staffel der deutschen Krimiserie SOKO Leipzig feierte ihre Premiere am 25. Oktober 2013 auf den Sendern ZDF und ORF2. Das Finale wurde am 21. Februar 2014 beim ZDF und am 7. März 2014 bei ORF2 gesendet.
Die Episoden der Staffel wurden auf dem freitäglichen 21:15-Uhr-Sendeplatz erstausgestrahlt. In Österreich wurden die Episoden auf dem Sender ORF2 freitags um 21:20 Uhr gezeigt.
Erneut wurde, wie auch schon in vorangegangenen Staffeln, mit Der Zobel eine Episode in Spielfilmlänge (90 Minuten, anstatt der üblichen 45 Minuten Länge einer Episode) produziert.

## Darsteller
| Rollenname                                      | Schauspieler             |
| ----------------------------------------------- | ------------------------ |
| Kriminalhauptkommissar Hans-Joachim Trautzschke | Andreas Schmidt-Schaller |
| Kriminaloberkommissar Jan Maybach               | Marco Girnth             |
| Kriminaloberkommissarin Ina Zimmermann          | Melanie Marschke         |
| Kriminaloberkommissar Tom Kowalski              | Steffen Schroeder        |
| Assistentin Olivia Fareedi                      | Nilam M. Farooq          |
| Kriminalhauptkommissarin Dagmar Schnee          | Petra Kleinert           |
| Kriminalrat Nikolaus Müller (LKA Sachsen)       | Michael Schenk           |
| Staatsanwalt Dr. Alexander Binz                 | Michael Rotschopf        |
| Rechtsmedizinerin Prof. Dr. Sabine Rossi        | Anna Stieblich           |
| Rechtsmedizinerin Dr. Stein                     | Judith Sehrbrock         |
| Laborant Lorenz Rettig                          | Daniel Steiner           |

## Episoden
| Nr. (ges.) | Nr. (St.) | Originaltitel       | Erstausstrahlung D/Ö                          | Regie              | Drehbuch                                       | Zuschauer | Prod. code |
| --- | --------- | ------------------- | --------------------------------------------- | ------------------ | ---------------------------------------------- | --------- | ---------- |
| 241 | 1         | Der Klotz           | 25. Okt. 2013                                 | Michel Bielawa     | Manuel Meimberg, Georg Hartmann                | 4,78 Mio. | 259        |
| Der Historiker Wolfgang Folkert wird tot auf den Stufen des Völkerschlachtdenkmals gefunden. Kriminalhauptkommissar Trautzschke scheint bewegt, als er und seine Kollegen am Tatort eintreffen, denn seine Vergangenheit scheint ihn einzuholen. Derweil geraten die Landtagsabgeordnete Frau Dr. Giesselmann, die das Völkerschlachtdenkmal für eine Wahlkampfveranstaltung nutzen wollte, und Thorsten Roth, ein Gegner der Abgeordneten, ins Visier der Ermittler. Doch als die Kommissare von einem verschwundenen, aber sehr brisanten Manuskript erfahren, scheint eine Spur zum Täter gefunden. Gastdarsteller: Kirsten Block als Dr. Giesselmann, Martin Gruber als Maximilian Schacht, Kai Lentrodt als Thorsten Roth, Hans Jürgen Günther als Prof. Folkert, Sina Martens als Sprayerin Maya, Helena Hentschel als Eva Richters, Achim Mentzel als Techniker |           |                     |                                               |                    |                                                |           |            |
| 242 | 2         | Shopping            | 1. Nov. 2013                                  | Robert Del Maestro | Jeanet Pfitzer, Frank Koopmann, Roland Heep    | 4,56 Mio. | 255        |
| Die wohlhabende Russin Danjanka Maschakowa wird ermordet in ihrer Hotelsuite aufgefunden. Der Verdacht fällt auf die Nebenfrauen, Ruslana Sadur und Dasha Tolstaja, eines russischen Oligarchen, dessen Frau auch Danjanka Maschakowa war. Eifersucht scheint als Motiv festzustehen, denn auch die eigentliche Ehefrau des Oligarchen, Elena Petrova, ist in Leipzig. Die Ermittler stoßen in eine Welt voller Intrigen. Gastdarsteller: Marijam Agischewa als Elena Petrova, Masha Tokareva als Danjanka Maschakowa, Janina Rudenska als Dasha Tolstaja, Vanessa Radman als Ruslana Sadur, Luk Pfaff als Darius Schuster, Emanuele Peters als Laurenz Prall, Luise Heyer als Franziska Lehmann, Ireneusz Rosinski als Designer, Charlotte Hoffmeister als Zimmermädchen |           |                     |                                               |                    |                                                |           |            |
| 243 | 3         | Dornröschen         | 8. Nov. 2013                                  | Robert Del Maestro | Jeanet Pfitzer, Frank Koopmann, Roland Heep    | 4,89 Mio. | 256        |
| Der Krankenpfleger Lukas Kippler wird aus dem Fenster des Patientenzimmers von Sandra Buschhaus gestoßen. Die Zeugin leidet an dem Locked-In-Syndrom und kann den Kommissaren daher nicht helfen. Während diese das Umfeld des Verdächtigten näher beleuchten, stoßen sie auf eine Bekannte. Sie finden heraus, dass Kriminalhauptkommissarin Dagmar Schnee eine Beziehung mit dem Toten hatte und Sandra Buschhaus schwanger ist. Der Täter scheint der Vater des Kindes zu sein, doch den Ermittlern bleibt dessen Identität verborgen. Gastdarsteller: Johannes Allmayer als Thorsten Weber, Stefan Migge als Lukas Kippler, Matthias Freihof als Dr. Grohe, Max Kidd als Richard Barnabas, Cornelia Ivancan als Sandra Buschhaus, Hubertus „Hugo“ Grimm als Peter Buschhaus, Jana Klinge als Tanja Böttcher, Prodromos Antoniadis als Dimitri Karamidas |           |                     |                                               |                    |                                                |           |            |
| 244 | 4         | Schuldenschnitt     | ZDF: 22. November 2013 ORF: 15. November 2013 | Robert Del Maestro | Jeanet Pfitzer, Roland Heep und Frank Koopmann | 5,6 Mio.  | 257        |
| In Leipzig findet ein blutiger Mord statt. Ein maskierter Mann erschießt einen Autofahrer und flüchtet mit einer Tasche voller Schmuck. Das Team versucht fieberhaft, den Täter zu finden, doch Kriminaloberkommissar Kowalski scheint abwesend. Er scheint in den Fall verwickelt, denn er hatte Schulden bei dem Griechen, der in den Fall verstrickt ist, und soll nun für diesen die Dienstvorschriften brechen. Doch dabei begeht der Ermittler einen folgenschweren Fehler und muss das Leben eines Unschuldigen retten. Währenddessen kommt Kriminaloberkommissar Maybach auf die Spur des Geheimnisses seines Kollegen und gerät selbst in Lebensgefahr. Gastdarsteller: Prodromos Antoniadis als Dimitri Karamidas, Willy Rachow als Louis Rother, Matti Krause als Kevin Schneider, August Wittgenstein als Joost Hertel, Nike Maria Vassil als Sophia Karamidas, Johanna Paliatsou als Theresa Karamidas, Philipp Otto als Mathias Bonhof, Marc Schützenhofer als Kellner, Margot Nagel als Frau Schneider, Christian Feist als Streifenbeamter |           |                     |                                               |                    |                                                |           |            |
| 245 | 5         | Verzweiflung        | ZDF: 29. November 2013 ORF: 22. November 2013 | Robert Del Maestro | Florian Iwersen                                | 5,21 Mio. | 254        |
| Die Studentin Zahra Rahman wird ermordet. Sie hatte eine Affäre mit einem Leipziger Geschäftsmann, der diese lieber unter Verschluss halten möchte, und wurde dafür in Pakistan, ihrer Heimat, als Ehebrecherin verpönt. Doch die SOKO hat ein größeres Problem: Das Baby der Toten ist verschwunden, für die Ermittler zählt jede Sekunde. Gastdarsteller: Beat Marti als Peter Koch, Katja Weitzenböck als Miriam Koch, Ruth Reinecke als Dr. Keller, Volkan Özcan als Kemal Rahman, Anja Antonowicz als Kamilia Khurodi, Mathias Haut als Kellner, Soogi Kang als Putzfrau |           |                     |                                               |                    |                                                |           |            |
| 246 | 6         | Kontrollverlust     | 21. Feb. 2014                                 | Michel Bielawa     | Axel Hildebrand                                | 5,20 Mio. | 258        |
| Als sich eine verwirrte Frau bei der Polizei meldet und eine Vergewaltigung anzeigen möchte, finden die Ermittler für diese keine Anhaltspunkte. Es stellt sich heraus, dass die Frau öfters mal zu viel Alkohol trinkt, doch Kriminaloberkommissarin Zimmermann glaubt ihr und ermittelt auf eigene Faust. Gastdarsteller: Stephan Baumecker als Hanno Volkmann, Julie Engelbrecht als Franka Wegner, Oona Devi Liebich als Constanze Hartmann, Max Rothbart als Antonio Palmer, Dominik Paul Weber als Barkeeper, Benjamin Höppner als Knut Hagebaum, Ulrich Hüni als Micha, Christian Arnold als Boris Kohn, Jana Bauke als Ärztin |           |                     |                                               |                    |                                                |           |            |
| 247 | 7         | Mundtot             | ZDF: 6. Dezember 2013 ORF: 29. November 2013  | Andreas Morell     | Axel Hildebrand                                | 4,59 Mio. | 266        |
| Volker Junge wird mitsamt der Tatwaffe neben der Leiche seine Ex-Kollegen Martin Klausen gefunden. Doch er bestreitet die Tat und glaubt an eine Verschwörung gegen ihn. Die Ermittler sind ratlos: Leidet der Mann an Schizophrenie und Verfolgungswahn oder sagt er die Wahrheit? Bei den Ermittlungen stoßen die Kommissare auf einen unglaublichen Komplott und der Fall endet in einer Tragödie. Gastdarsteller: Stephan Grossmann als Volker Junge, Sanne Schnapp als Yvonne Junge, Lilli Fichtner als Sabrina Junge, Matthias Deutelmoser als Martin Klausen, Sabine Waibel als Petra Klausen, Thomas Bading als Dr. Seiler, Peter Trabner als Ralf Wiesenhagen, This Maag als Paketbote, Luise Hager als Polizistin, Jan Hasenfuß als Polizist |           |                     |                                               |                    |                                                |           |            |
| 248 | 8         | Der Schmetterling   | ZDF: 13. Dezember 2013 ORF: 6. Dezember 2013  | Michel Bielawa     | Janine Dittmann, Georg Malcovati               | 4,55 Mio. | 260        |
| Kriminaloberkommissar Maybach ist Teilnehmer eine LKA-Lehrganges und meistert diesen sehr gut. Da erhält er das Angebot für die UN in New York zu arbeiten. Doch dann zieht der neue Fall seine ganze Konzentration auf sich: Ein junger Mann, Patrick Brenner, wird ermordet. Er sollte die Anwaltskanzlei seines Vaters übernehmen, doch dies macht nun sein Bruder Carl. Auch die Ex-Frau scheint verdächtig, denn der Sorgerechtsstreit um die Tochter war in vollem Gange. Doch den Ermittlern fehlen die Beweise und Jan Maybach ringt mit seinem Angebot, während sein Chef und Schwiegervater, Kriminalhauptkommissar Trautzschke, von gesundheitlichen Problemen geplagt wird. Gastdarsteller: Hubert Mulzer als Theodor Brenner, Philipp Baltus als Carl Brenner, Katharina Spiering als Friedericke Jakobson, Andreas Erb als Patrick Brenner, Verena Mundhenke als Judith Brenner, Rosalie Will als Laura Brenner |           |                     |                                               |                    |                                                |           |            |
| 249 | 9         | Klassenclown        | ZDF: 20. Dezember 2013 ORF: 13. Dezember 2013 | Jörg Mielich       | Janine Dittmann, Georg Malcovati               | 4,63 Mio. | 261        |
| Die Biologielehrerin Frau Ulrike Canarius erteilt dem Schüler René Fuchs seinen dritten Verweis, was für ihn das Verlassen der Schule nach sich ziehen wird. Kurz darauf wird die Lehrerin tot aufgefunden. René hat sich wiederholt mit seinem geistig behinderten Bruder Hannes wegen der gemeinsamen Freundin Ruth gestritten. Für die Ermittler sind sowohl der Schüler, als auch Mathematiklehrer Lehmann, der das Opfer zuletzt gesehen hatte, verdächtig. Doch Kriminaloberkommissar Maybach glaubt an eine Tatbeteiligung von Hannes Fuchs und sieht sich bestätigt in der Annahme, als der Junge den Mord gesteht. Gastdarsteller: Lukas Nathrath als René Fuchs, Isabel Bongard als Ruth Lehmann, Barbara Weiß als Ulrike Canarius, Theo Krebs als Hannes Fuchs, Ulrike Röseberg als Annemarie Frey |           |                     |                                               |                    |                                                |           |            |
| 250 | 10        | Messezeiten         | ZDF: 27. Dezember 2013 ORF: 20. Dezember 2013 | Jörg Mielich       | Florian Schumacher, Gregor Eisenbeiß           | 4,72 Mio. | 262        |
| Die zersägte Leiche von Geschäftsmann Thomas Häberle wird in einem Wald gefunden. Die enttäusche Geliebte Magda Dietz gerät in das Visier der Ermittlungen, doch die Beamten stoßen auf ein Familiengeheimnis aus DDR-Messezeiten. Währenddessen stellt der Kriminalhauptkommissar, der von Pathologin Prof. Dr. Sabine Rossi vom UN-Angebot seines potentiellen Nachfolgers erfahren hat, Kriminaloberkommissar Maybach zur Rede. Dabei entfacht sich ein Streit aus Wut und Verzweiflung, der den SOKO-Chef ins Krankenhaus bringt. Gastdarsteller: Matthias Brenner als Peter Brankatsch, Kai-Michael Müller als Andreas Brankatsch, Katharina Nesytowa als Jana Brankatsch, Nic Romm als Dr. Uli Beuser, Milena Dreißig als Magda Dietz, Peter Zimmermann als Thomas Häberle, Michael Ehspanner als Benjamin, Linda Rietdorff als Alexandra, Thomas Dehler als Viktor Fettweis |           |                     |                                               |                    |                                                |           |            |
| 251 | 11        | Letzter Wille       | 27. Dez. 2013                                 | Jörg Mielich       | Gregor Eisenbeiß, Florian Schumacher           | 4,2 Mio.  | 263        |
| Im Krankenhaus, in welchem Kriminalhauptkommissar Trautzschke nach seinem Schwächeanfall liegt, kommt es zu einer Geiselnahme: Der verzweifelte Ehemann Manfred Söhngen will das Abstellen der Geräte bei seiner Ehefrau verhindern. Kriminaloberkommissar Maybach gelingt es, die Situation unter Kontrolle zu bekommen, auch wenn er dabei mehrfach vom LKA-Beamten Nikolaus Müller gestört wird. Doch dann mischt sich Hajo Trautzschke ein und Jan Maybach muss die außer Kontrolle geratene Situation wieder unter Kontrolle bekommen. Gastdarsteller: Jürgen Heinrich als Manfred Söhngen, Fritz Roth als Hubert Marquardt, Karla Nina Diedrich als Barbara Bibi Blaschwitz, Verena Noll als Martha, Ramona Kunze-Libnow als Oberschwester, Knud Riepen als Dr. Kochwitz, Olivia Gräser als Susanne Söhngen |           |                     |                                               |                    |                                                |           |            |
| 252 | 12        | Der Zobel (90 min.) | 3. Jan. 2014                                  | Patrick Winczewski | Rainer Jahreis, Eckhard Theophil               | 5,26 Mio. | 268/269    |
| Die junge Berufsmusikerin Gesine Bentheim wird auf einem jüdischen Friedhof erschossen. Ihr Begleiter, der Holocaust-Überlebende Jacob Silberstein, wird verletzt und muss in ein Krankenhaus gebracht werden. Als im Hotelzimmer des Verletzten rechtsradikale Parolen gefunden werden, stürzt sich die Presse auf den Fall und vermutet einen rechtsradikalen Hintergrund. Letztendlich verschwindet Silberstein aus dem Krankenhaus und die auf Hochtouren laufenden Ermittlungen führen die Ermittler zurück in die nationalsozialistische Geschichte Deutschlands, aber auch die DDR-Geschichte scheint einige Geheimnisse zur Lösung des Falls zu verbergen. Letztendlich führt ein wertvoller Pelzmantel, ein Barguzin-Zobel, die Ermittler auf die richtige Spur. Gastdarsteller: Michael Degen als Jacob Silberstein, Julia Hartmann als Sarah Silberstein, Christian Grashof als Willi Grabowski, Kaspar Eichel als Stefan Siebert, Valentin Plătăreanu als Timor Petrow, David Bredin als Hannes Meisner                                        |           |                     |                                               |                    |                                                |           |            |
| 253 | 13        | Lucy                | 10. Jan. 2014                                 | Andreas Morell     | Marija Erceg                                   | 4,85 Mio. | 265        |
| Tanja Hamann, eine Bekannte von Kriminaloberkommissar Kowalski, hatte ihn gebeten, ihr bei der Suche nach ihrer Tochter Lucy zu helfen. Der Kommissar hielt die Verzweiflung seiner Bekannten für unbegründet, doch als die Leiche der jungen Lucy an der Elster gefunden wird, macht sich der Kommissar schwere Vorwürfe. Bei den Ermittlungen stoßen die Beamten der SOKO auf mehrere Verdächtige: Journalist Jochen Hanerka entdeckte den Internetstar und wollte ein Buch herausbringen, doch er scheint ein Alibi zu haben. Bauleiter Gerd Bahlke, über den die Tote im Internet gelästert hatte, und ihr Freund Danilo scheinen stark verdächtig. Als dann aber das Videotagebuch von Lucy auftaucht, nimmt der Fall eine unerwartete Wendung. Gastdarsteller: Lisa Wagner als Tanja Hamann, Henriette Nagel als Lucy Hamann, Philipp Kronenberg als Sven Bergholz, Guido Lambrecht als Jochen Hanerka, Lili Zahavi als Mia Pohl, Silvia Bervingas als Prof. Hannelore Huth, Patrick von Blume als Gerd Bahlke, Sergej Onopko als Danilo             |           |                     |                                               |                    |                                                |           |            |
| 254 | 14        | Irre                | ZDF: 10. Januar 2014 ORF: 17. Januar 2014     | Patrick Winczewski | Wiebke Jaspersen, Wolf-R. Kuhl                 | 3,96 Mio. | 270        |
| Der Arzt einer psychiatrischen Anstalt, Dr. Plate wurde ermordet. Da der Täter nur aus dem Kreis der Pfleger und Patienten stammen kann, geraten der ehemalige Soldat Karl Henschel und Jens Reimann, beide Patienten der Klinik, ins Visier der Ermittlungen. Doch für die Kriminalhauptkommissare Hajo Trautzschke und Dagmar Schnee, sowie Kriminaloberkommissarin Ina Zimmermann wird dieser Fall alles andere als normal, denn niemand will den Polizisten etwas erzählen. Gastdarsteller: Thimo Meitner als Konrad Taupe, Peter W. Bachmann als Prof. Kiesling, Martina Eitner-Acheampong als Schwester Martina, Karl Karliczek als Dr. Plate, Christoph Tomanek als Jens Reimann, Nadine Baier als Katja Bindseil, Marko Dyrlich als Karl Henschel, Nina Maria Föhr als Frau Golding, Marcus Poschlod als Pfleger |           |                     |                                               |                    |                                                |           |            |
| 255 | 15        | Rossis Fall         | ZDF: 17. Januar 2014 ORF: 28. Februar 2014    | Patrick Winczewski | Wiebke Jaspersen, Wolf-R. Kuhl                 | 5,21 Mio. | 267        |
| In einem Waldstück bei Leipzig werden eine alte Fliegerbombe und eine Leiche gefunden. Prof. Dr. Sabine Rossi entdeckt, dass die Tote von ihr und ihren Studenten obduziert wurde, doch die Leiche sollte im Krematorium verbrannt werden. Die Rechtsmedizinerin befürchtet, dass die beigesetzte Tote die Putzfrau Olga Blum und ihr Mann der Mörder sein könnte, doch Kriminalhauptkommissarin Schnee glaubt, den Täter in der Rechtsmedizin zu finden, und überprüft die Mitarbeiter. Gastdarsteller: Pascal Houdus als Fabian Weller, Franz Pätzold als Justus Gritz, Tom Keune als Krematoriumsmitarbeiter Röll, Moritz Berg als Bestatter Kress, Axel Buchholz als Herr Blum, Caroline Erikson als Studentin Tessa, Julia Reznik als Olga Blum, Wolfgang Zarnack als Jan Beck, Caroline Leipold als Studentin Jana, Mathias Haut als Student Ron, Maria Ahlgrimm als Studentin Lydia, Norbert Hülm als Dr. Gritz, Sonja Beck als Frau Gritz |           |                     |                                               |                    |                                                |           |            |
| 256 | 16        | Der alte Freund     | 24. Jan. 2014                                 | Herwig Fischer     | Eva Zahn, Volker A. Zahn                       | 4,98 Mio. | 271        |
| Als der Familienvater Roman Benkelmann ermordet wird, glauben die SOKO-Beamten zunächst an einen Raubmord, doch die Spuren führen immer weiter in Richtung eines Mordes in der Familie. Ehefrau Rosalie und Leonard geraten unter Verdacht, doch auch Josef Petri, ein alter Freund von Kriminalhauptkommissar Trautzschke und ehemaliger Polizist, scheint etwas verbergen zu wollen. Gastdarsteller: Peter Prager als Josef Petri, Anke Sevenich als Sonja Petri, Stephan Schill als Roman Benkelmann, Anne Cathrin Buhtz als Rosalie Benkelmann, Valerie Koch als Bernadette Humpke, Robin Meisner als Marlon Humpke, Daniel Axt als Leonard Benkelmann |           |                     |                                               |                    |                                                |           |            |
| 257 | 17        | Das gläserne Opfer  | ZDF: 24. Januar 2014 ORF: 31. Januar 2014     | Herwig Fischer     | Eva Zahn, Volker A. Zahn                       | 3,87 Mio. | 272        |
| Mona Kraft wird vermisst. Ihr letztes Lebenszeichen war ein Anruf bei der Polizei. Die Ermittler versuchen, anhand der Apps vom Handy der Vermissten die Zeit vor ihrem Verschwinden zu rekonstruieren. Derweil sorgen sich Kriminalhauptkommissar Trautzschke und Sonja Petri um Josef Petri, der Kommissar um seinen ehemaligen Kommissar und Freund, Sonja um ihren Ex-Mann. Als sich der Ermittler und seine alte Bekannte näher kommen, wird die Situation allerdings nicht leichter. Gastdarsteller: Peter Prager als Josef Petri, Anke Sevenich als Sonja Petri, Amelie Plaas-Link als Mona Kraft, Mirko Lang Dr. Nils Brokamp, Klara Deutschmann als Peggy Bauer, Günter Baron als Benedikt Kraft, Alexander Fuchs als Julian Schneider, Thorsten Giese als Polizist in Leitstelle, Sören Canenbley als Silvo Holopainen |           |                     |                                               |                    |                                                |           |            |
| 258 | 18        | Die Müllbrüder      | ZDF: 31. Januar 2014 ORF: 7. März 2014        | Herwig Fischer     | Manuel Meimberg, Georg Hartmann                | 4,49 Mio. | 273        |
| Der vorbestrafte Mülldieb Georg Zander wird tot auf dem Wertstoffhof Pelzow gefunden. Doch als die Ermittler am Tatort auch noch eine Lösegeldforderung für die Tochter des Ehepaares Pelzow finden, müssen sie sich den beiden Fällen zugleich widmen. Hannah Weiß, Mutter eines schwerkranken Jungen, macht die Dämpfe des Wertstoffhofes für die Krankheit ihres Sohnes verantwortlich und braucht viel Geld für eine Therapie. Der Wertstoffhof scheint sich an die Auflagen und Gesetze zu halten, doch bei näherer Betrachtung kommen die Kommissare der Lösung des Falles auf die Spur. Gastdarsteller: Martin Becker als Volker Pelzow, Solveig August als Veronika Pelzow, Natascha Paulick als Hannah Weiß, Marc-Niclas Schmidt Timmy Weiß, Madeleine Hartung als Lara Pelzow, Nico Ehl als Martin, Thomas Pabst als Gärtner, Kai Scheve als Michael Koch, Timo Weisschnur als Mike Hoffmeister, Sarina Radomski als Jenny Zabel, André Hinderlich als Georg Zander                                                                              |           |                     |                                               |                    |                                                |           |            |
| 259 | 19        | Letzte Wahrheit     | 7. Feb. 2014                                  | Herwig Fischer     | Anna LeVine                                    | 5,61 Mio. | 274        |
| Der 93-jährige Moritz Sand wird mit falschen Tabletten ermordet. Ein Motiv hätten sowohl seine Tochter, die sich die Unterbringung des Vaters kaum noch leisten kann, als auch Heimdirektor Lukas Franzen, der den aufdringlichen Bewohner loswerden wollte. Da die Mutter von Staatsanwalt Dr. Alexander Binz auch in dem Heim lebt, fordert er eine schnelle Aufklärung. Dabei gerät er in ein Dilemma, denn seine Mutter glaubt in Kriminaloberkommissarin Ina Zimmermann die Freundin ihres Sohnes und weiß nichts von dessen Homosexualität und seiner Beziehung mit Sergio. Gastdarsteller: Barbara Trommer als Inge Schmidt, Oliver Scherz als Felix Schmidt, Herbert Köfer als Ralph Kessel, Ilse Strambowski als Helga Binz, Dieter Schaad als Karl Marr, Achim Hübner als Lothar Rosenberg, Jakob Renger als Sergio, Gunnar Helm als Oliver, Felix Lampe als Lukas Franzen, Christin Heim als Lana Posimski, Eberhard Figlarek als Moritz Sand                                                                                                   |           |                     |                                               |                    |                                                |           |            |
| 260 | 20        | Abgestürzt          | 14. Feb. 2014                                 | Buddy Giovinazzo   | Wiebke Jaspersen, Wolf-R. Kuhl                 | 5,14 Mio. | 275        |
| Leni Maybach, Tochter von Kriminalhauptkommissar Trautzschke und Ehefrau von Kriminaloberkommissar Maybach, findet ihren Chef Henning Grothe tot auf. Die Ermittlungen richten sich gegen die Kolleginnen von Leni. Scheinbar ist auf der vorangegangenen Betriebsfeier etwas vor sich gegangen, was zum Streit führte, doch die Ermittler finden den Auslöser nicht. Gastdarsteller: Martin Neuhaus als Kai Söder, Rolf Kanies als Dietmar Steyer, Charles Rettinghaus als Henning Grothe, Alma Leiberg als Karla Becker, Felix Hellmann als Jakob Erdmann, Melanie Fraas als Sekretärin |           |                     |                                               |                    |                                                |           |            |